# Меррик, Джозеф
Джо́зеф Кэ́ри Ме́ррик (англ. Joseph Carey Merrick; 5 августа 1862, Лестер — 11 апреля 1890, Лондон) — британец, известный как «Человек-слон» из-за чрезвычайной деформации тела, вызванной нейрофиброматозом первого типа и синдромом Протея.

## Имя
В ранних биографиях имя Меррика ошибочно заменено на «Джон» (включая фильм «Человек-слон»). Та же ошибка появляется и в работе Эшли Монтэгю «Человек-слон: Этюд о человеческом достоинстве», так как информация о жизни Джозефа бралась из мемуаров Фредерика Тривза, в которых он ошибочно называет Меррика Джоном. Доктор Тривз знал настоящее имя «человека-слона», но, по неизвестным соображениям, заменил его на «Джон». В книге Монтэгю, в приложении, приводится записка доктора Карр Гомма, написанная сразу после смерти Меррика, в которой он правильно называет его «Джозеф», однако Эшли расценил это как ошибку доктора. В пьесе «Человек-слон» его также называют Джоном на протяжении всей постановки, за исключением сцены, в которой доктор Карр Гомм читает вслух документ (тот самый, который разместил в своей книге Эшли Монтэгю) и правильно называет мистера Меррика Джозефом. В пьесе доктор Тривз «поправляет» Карр Гомма, сообщая, что «его имя было Джон». В фильме «Из ада» (2001) есть эпизод, где его показывают собравшимся и представляют как Джозеф, но кто-то из толпы поправляет говорящего, сказав, что его зовут Джон, и говорящий, извиняясь, называет его Джон.

## Биография

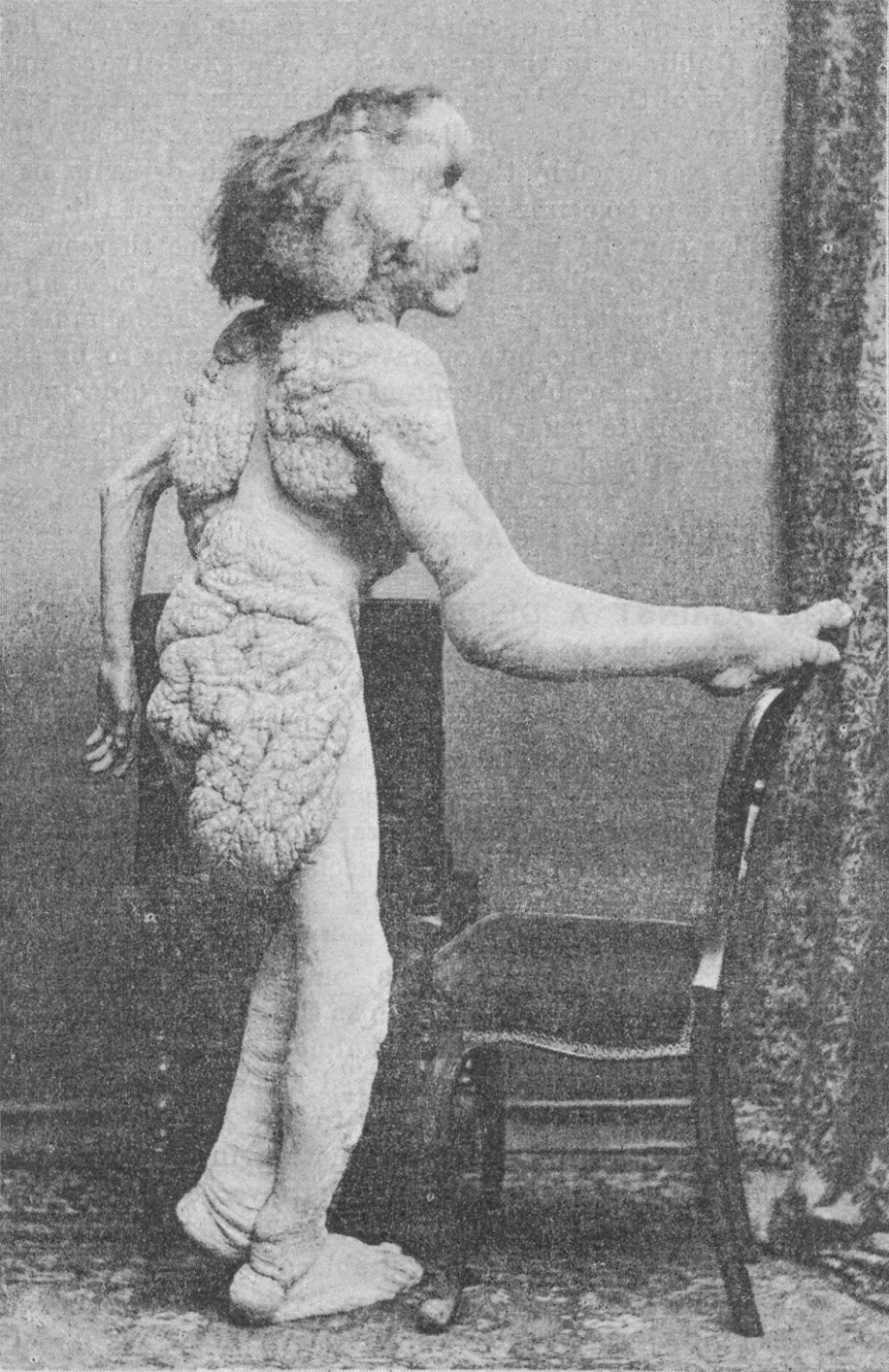
Джозеф Меррик в 1889 году. Фотография в Лондонском Королевском госпитале

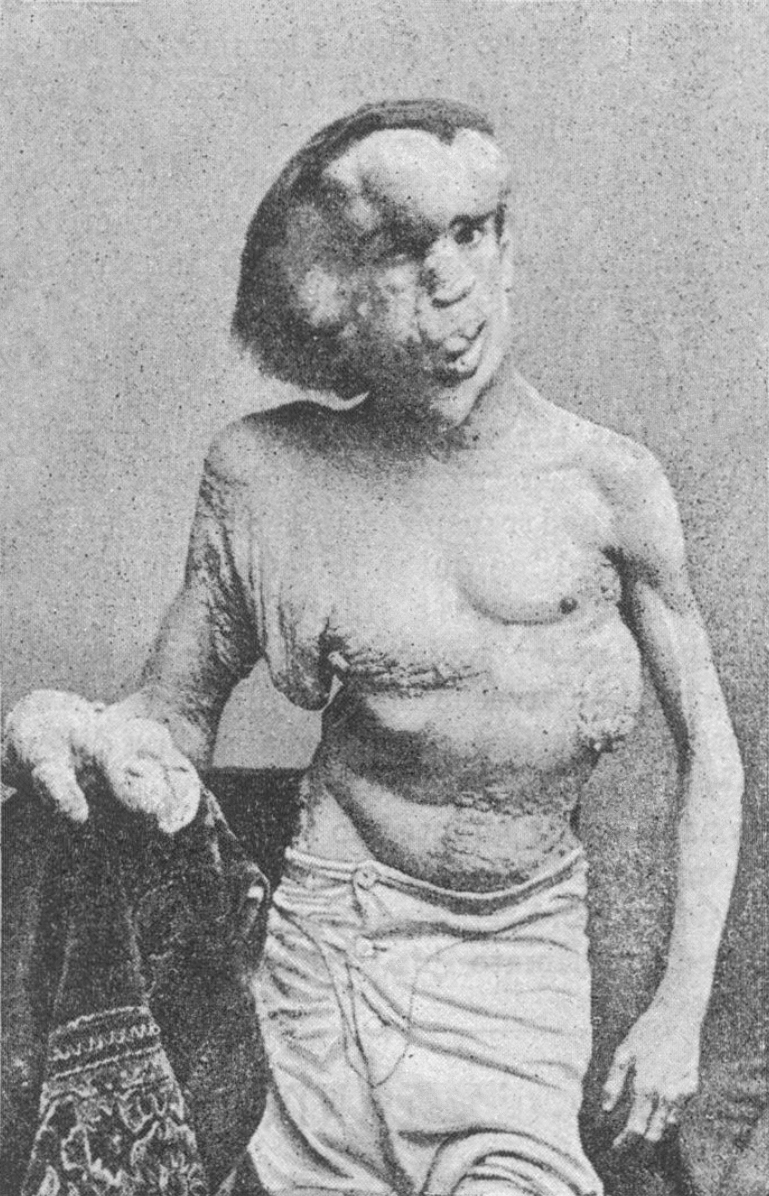
Фотография Меррика анфас. 1889 год.

Джозеф Кэри Меррик был старшим из троих детей супругов Мэри Джейн Меррик (урождённой Поттертон) и Джозефа Рокли Меррика. Он родился в городе Лестер на Ли-Стрит 5 августа 1862 года. Отец Джозеф Рокли Меррик (приб. 1835—1897) был сыном лондонского ткача Барнабаса Меррика, который переехал в Лестер в период 1820—30-х годов, и его третьей жены Сары Рокли. Мать Мэри Джейн Поттертон (приб. 1834—1873) была дочерью йоркширского чернорабочего и имела небольшую степень инвалидности. Джозеф и Мэри познакомились в Лестере, где Мэри работала служанкой, а Джозеф — кучером кареты. Они поженились в 1861 году и спустя год родился Джозеф. Первое имя он получил в честь отца, второе ему дала мать в честь баптистского миссионера Уильяма Кэри. У Джозефа был младший брат Уилльям Артур (1866 — умер от скарлатины в 1870) и младшая сестра Мэрион Элиза (1867—1891), которая от рождения была инвалидом.
В автобиографической записке Меррик упоминает, что его уродство стало развиваться, когда ему было пять лет. 29 мая 1873 года его мать умерла в возрасте 36 лет от бронхопневмонии, а отец 3 декабря 1874 года женился на другой женщине — Эмме Вуд Антилл. К этому времени деформация тела стала действительно обширной, так что мачеха не желала, чтобы Джозеф оставался дома. Джозеф устроился на работу на табачной фабрике, но из-за прогрессирующей деформации правой руки ему не удавалось выполнить необходимую норму по производству сигар, поэтому он ушёл с этой работы в 1878 году. Ему приходилось подолгу быть на улице, и он стал подрабатывать, работая галантерейщиком, при этом Джозеф постоянно подвергался нападкам со стороны местных детей. В конце концов, устав от брани мачехи из-за того, что он не приносил пользы, Меррик покинул свой дом.
29 августа 1884 года Джозеф Меррик устроился на работу в цирковое шоу Тома Нормана, где с ним неплохо обращались и ему даже удалось скопить 50-фунтовое состояние (на один фунт семья из трёх человек могла жить неделю, если тратить экономно). Однажды[уточнить] в Лондоне Меррика увидел физиолог Фредерик Тривз, который дал ему свою визитную карточку, а также 2 декабря 1884 года Тривз представил «человека-слона» Лондонскому Патологическому обществу. Когда в 1886 году цирковые номера с использованием «шоу уродов» были объявлены вне закона в Англии, Том Норман был вынужден продать Джозефа некому австрийцу. Вместе с ним Меррик переехал в Бельгию в поисках работы. В Брюсселе он был обманут и покинут своим работодателем-шоуменом, который сбежал от него, похитив деньги Джозефа.
Вернувшись в Лондон, Джозеф Меррик стал причиной несчастного случая на железнодорожном вокзале Ливерпуль-стрит. Из-за того, что он страдал от тяжёлой формы бронхиальной астмы, и из-за деформированного рта Меррик с трудом мог разговаривать, поэтому он достал визитную карточку Фредерика Тривза, который и был вызван. Благодаря доктору Тривзу Джозеф обрёл постоянный дом в Королевском Лондонском госпитале.

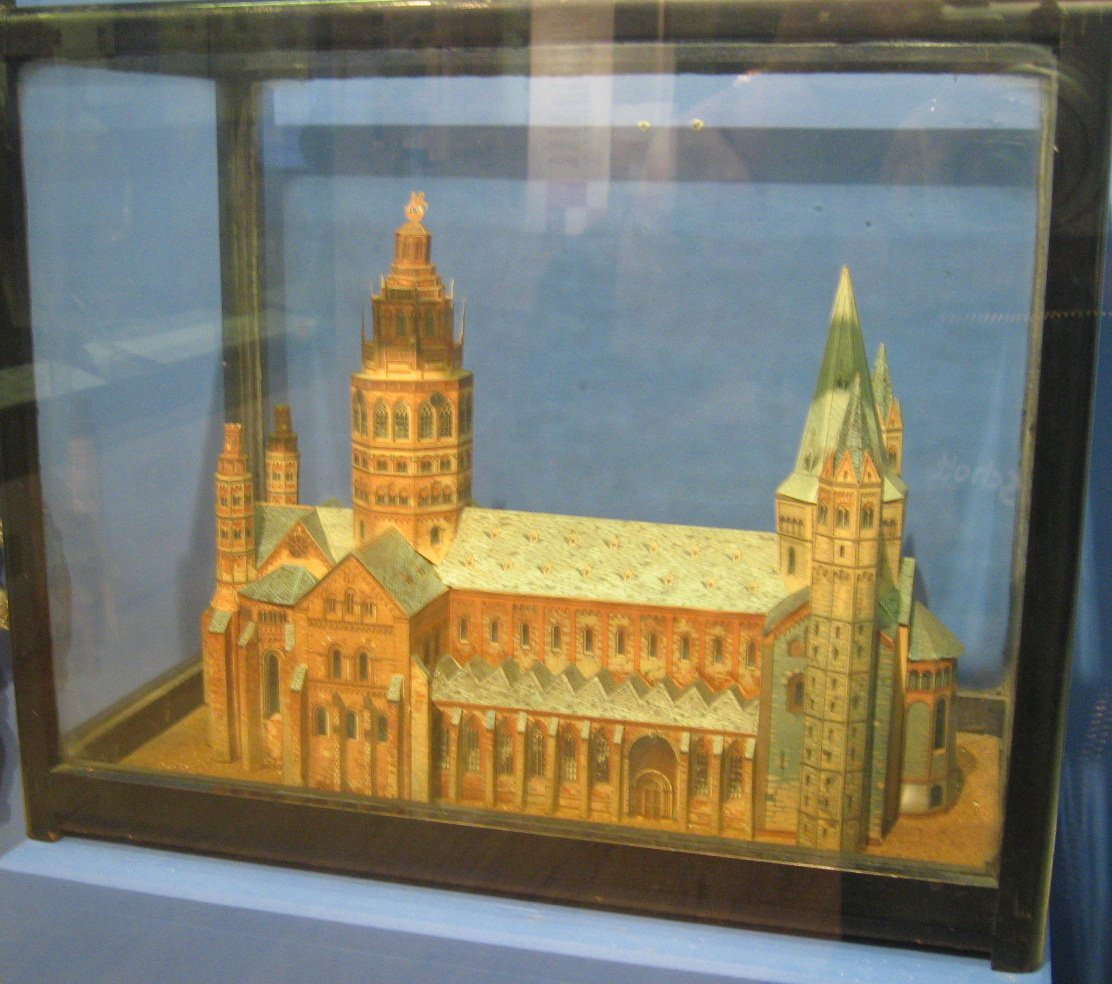
Модель Майнцского собора, сделанная Мерриком.

Постепенно благодаря повышенному вниманию прессы мистер Меррик стал достопримечательностью викторианского Лондона. Принцесса Уэльская Александра проявляла интерес к персоне Джозефа, что заставляло аристократов навещать его. Джозеф Меррик был образованным и обладающим богатым внутренним миром человеком — благодаря помощи Тривза ему удавалось посещать театры, он много читал, а в поздние годы стал писать как прозу, так и поэзию, также Меррик, пользуясь только левой рукой, собирал из бумаги модели соборов, которые он дарил ухаживающим за ним медсёстрам, докторам и другим добрым к нему людям. Одна из таких моделей хранится в Королевском Лондонском Музее.
Одним из его любимейших стихотворений, строчки которого Меррик часто цитировал, было:

Это правда, что моя внешность странная,

Но обвиняя меня, вы обвиняете Бога.

Если бы я мог сотворить себя заново,

Я бы вас не разочаровал.

Если бы я мог дотянуться от полюса до полюса

Или ухватиться за целый океан,

Меня бы оценивали качеством души;

Разум - признак Человека.
Оригинальный текст (англ.)Tis true my form is something odd,

But blaming me is blaming God.

Could I create myself anew,

I would not fail in pleasing you.

If I could reach from pole to pole,

Or grasp the ocean with a span,

I would be measured by the Soul,

The mind’s the standard of the Man.

— Joseph Merrick «The life and adventures of Joseph Carey Merrick» (Джозеф Меррик «Жизнь и приключения Джозефа Кэри Меррика»)
При знакомстве с Джозефом доктор Тривз посчитал его слабоумным с рождения (так как из-за деформации выражение лица Меррика никогда не менялось, а речь была абсолютно неразборчива). Как писал позднее Фредерик Тривз в мемуарах:

Уму непостижимо, как он довольствовался своим положением... Только поняв, что Меррик невероятно умён и обладает проницательной чувствительностью и, что хуже всего, романтическим воображением, я осознал всепоглощающую трагедию его жизни.
Оригинальный текст (англ.)That he could appreciate his position was unthinkable… It was not until I came to know that Merrick was highly intelligent, that he possesed an acute sensibility and — worse of all — a romantic imagination that I realized the overwhelming tragedy of his life.

Летом 1887 года Меррик провёл несколько недель на природе. Были приняты специальные меры, чтобы оградить его от постороннего внимания. Ему пришлось ехать в карете с закрытыми занавесками. На протяжении своего отдыха на природе Меррик завёл новых друзей, а также собирал коллекцию диких цветов, чтобы забрать с собой в Лондон. Позже он посетил это место[уточнить] ещё в 1888 и 1889 годах.
За Мерриком ухаживали в госпитале вплоть до самой его смерти в возрасте 27 лет 11 апреля 1890 года. Из-за деформации своего тела Меррик не мог спать горизонтально (ему приходилось спать сидя), но 11 апреля, оставшись в своей комнате один, он решил заснуть, положив голову на подушку. В 13 часов 30 минут Меррик умер от удушья, так как тяжёлая голова перегнула тонкую шею.

## Семья
Меррик был назван в честь своего отца Джозефа Рокли Меррика (март 1838 — 30 января 1897), который родился в Лестере. Отец Джозефа-старшего Барнабас Меррик (23 августа 1792 — 12 апреля 1856) был женат трижды и его третья жена Сара Рокли стала матерью Джозефа-старшего. 29 декабря 1861 года Джозеф Рокли Меррик женился на Мэри Джейн Поттертон.
Старший сын Джозеф родился 5 августа 1862 года, затем, 8 января 1866 года, родился младший сын Уильям Артур Меррик. 28 сентября 1867 года родилась Мэрион Элиза Меррик. Уильям заболел скарлатиной и умер 21 декабря 1870 года. Мэрион была увечной с рождения, но прожила до 19 марта 1891 года, когда она умерла во время припадка.
В фильме 1980 года «Человек-слон» сын Мэри Джейн «Джон» Меррик отзывался о своей матери очень хорошо. У него был медальон с её изображением, который Меррик всегда носил с собой, он утверждал, что «у неё лицо ангела».
Мэри Джейн Поттертон умерла от пневмонии 19 мая 1873 года. Джозеф Рокли Меррик вновь женился спустя два года на Эмме Вуд Антилл (англ. Emma Wood Anthill), которая была совсем не любезной с пасынком.

## Причины болезни
Внешность Джозефа Меррика Фредерик Тривз описывал в своих мемуарах достаточно подробно:

Это был самый отталкивающий представитель человеческого рода, какого я только видел… Самой заметной его чертой была огромная неправильной формы голова с большим, размером с круглый хлеб, костным наростом на лбу. С задней части головы при этом свисали складки губчатой, похожей на гриб, кожи, поверхность которой можно сравнить с коричневыми соцветиями цветной капусты. На макушке росли несколько длинных жидких прядей волос. Костный нарост на лбу почти скрывал один глаз. На верхней челюсти выдавался ещё один костный нарост, торча изо рта, как розовый пень, верхняя губа была им вывернута наружу, и рот обращён в истекающее слюной отверстие. Нос был просто бесформенным куском плоти, и понять, что это нос, можно было только по его положению. Спина представляла ужасное зрелище, потому что с неё свисала до середины бедра огромная мешкообразная складка плоти, покрытая той же кожей, напоминающей отвратительную цветную капусту.
Оригинальный текст (англ.)There stood revealed the most disgusting specimen of humanity that I have ever seen… The most striking feature about him was his enormous head. From the brow there projected a huge bony mass like a loaf, while from the back of the head hung a bag of spongy fungus-looking skin, the surface of which was comparable to brown cauliflower. On the top of the skull were a few long lank hairs. The osseous growth on the forehead almost occluded one eye. From the upper jaw there projected another mass of bone. It protruded from the mouth like a pink stump, turning the upper lip inside out and making of the mouth a mere slobbering aperture. The nose was merely a lump of flesh, only recognizible as a nose from its position. The back was horrible, because from it hung, as far down as the middle of the thigh, huge, sack-like masses of flesh covered by the same loathsome cauliflower skin.

— Фредерик Тривз «Человек-слон и другие воспоминания»
Сам Меррик описывал свою внешность в своей «Автобиографии»:

Окружность моей головы — 36 дюймов (91 см), сзади находится большой нарост плоти размером с большую чашку, другая часть головы покрыта, так сказать, холмами и долинами, и это всё нагромождается одно на другое, а лицо выглядит так, что никто не может описать его. Правая рука имеет размер и форму слоновьего хобота: 12 дюймов (30 см) в окружности запястья и 5 дюймов (13 см) в окружности одного из пальцев; другая рука — не больше чем у десятилетней девочки, зато правильных пропорций. Мои ноги и ступни покрыты толстой шероховатой кожей, как кожа слона, и почти того же слоновьего цвета. Никто бы не поверил, что такое может быть, пока сам бы не увидел.
Оригинальный текст (англ.)The measurement around my head is 36 inches, there is a large substance of flesh at the back as large as breakfast cup, the other part in a manner of speaking is like hills and valleys, all lumped together, while the face is such a sight that no one could describe it. The right hand is almost the size and shape of an Elephant’s foreleg, measuring 12 inches round the wrist and 5 inches round one of the fingers; the other hand and arm is no larger than that of a girl ten years of age, although it is well proportioned. My feet and legs are covered with thick lumpy skin also my body, like that of an Elephant and almost the same color, in fact, no one could believe until they saw it, that such a thing could exist
— Автобиография Джозефа Меррика
По словам Джозефа Меррика, причиной его уродства стало то, что его мать сильно напугал слон во время беременности. В 1971 году Эшли Монтагю в своей книге предполагает, что у него был нейрофиброматоз типа I — генетическая болезнь, также известная как синдром Реклингхаузена, которая может вызывать увеличение и деформацию костей, а также рост доброкачественных образований. Однако в 1986 году было объявлено, что Меррик страдал от синдрома Протея, который, среди прочего, вызывает необычный рост головы, костей и кожи. В июле 2003 года доктор Чарис Энг сообщил, что на основе исследований пробы ДНК, взятой из волос и костей Джозефа Меррика, можно заключить, что он болел и нейрофиброматозом типа I, и синдромом Протея одновременно.

## Человек-слон в искусстве
В 1978 году состоялась премьера на Бродвее пьесы американского драматурга Бернара Померанса «Человек-слон» в постановке режиссёра Джека Хофсисса.
В 1979 году пьеса «Человек-слон» получила три премии «Тони» по разделу драмы: лучший спектакль, лучший режиссёр и лучшая актриса (Кароль Шелли).
Роль Джона Меррика в этом спектакле исполнил Филип Энглим, а роль Фредерика Тривза — Кевин Конвей.
После, в роли Джона Меррика, в этой пьесе дебютировал на Бродвее музыкант, актёр и певец Дэвид Боуи. Его участие в спектакле вызвало ошибочное мнение, что эта пьеса была мюзиклом, тогда как на самом деле это было драматическое представление.
3 октября 1980 года состоялась премьера кинофильма Дэвида Линча «Человек-слон» с Джоном Хёртом в роли Джона Меррика и Энтони Хопкинсом в роли Фредерика Тривза. Фильм был номинирован на премию Оскар в 8 категориях.
4 января 1982 года вышла 90-минутная телевизионная версия бродвейского спектакля в постановке Джека Хофсисса, в которой снялись звёзды сценической версии Филип Энглим и Кевин Конвей. Кроме того, в ней приняли участие: Гленн Клоуз, сыгравшая роль принцессы Александры; Пенни Фуллер — миссис Кендал; Ричард Кларк — доктор Карр Гомм.
В 2001 году вышел фильм Альберта и Аллена Хьюзов «Из ада», в котором эпизодически фигурирует Человек-слон в момент его демонстративного показа врачам в больнице. Играет его актёр Энтони Паркер. Причём в этом сюжете оговаривается, что больного зовут то ли Джозеф Меррик, то ли Джон Меррик (сначала Меррика называют одним именем, и тут же кто-то из смотрящих поправляет, озвучивая второе имя).
29 ноября 2002 года в Оперном театре Ниццы состоялась премьера оперы французского композитора Лорана Птижирара «Джозеф Меррик, Человек-слон» на основе оригинального либретто Эрика Нонна в постановке Даниэля Месгиша.
Партия Джозефа Меррика была написана для меццо-сопрано/контратенора. Её исполнила солистка Пражской оперы Яна Сикорова (меццо-сопрано).
Американская прогрессив-метал группа Mastodon из Атланты трижды отсылалась к Джозефу Меррику на последних инструментальных композициях первых трёх полноформатных альбомов, в обход общим концепциям записей: Elephant Man / Человек-слон (№ 11 с Remission), Joseph Merrick / Джозеф Меррик (№ 10 с Leviathan), Pendulous Skin / Свисающая кожа (№ 12 с Blood Mountain). Кроме того для ремастер-переиздания Remission 2014 года, оригинальный художник группы Пол Романо дополнительно проиллюстрировал каждую композицию альбома украсив последнюю портретом Меррика на фоне Майнцского собора.
В 2003 году вышел документальный телефильм «Проклятие Человека-слона», посвящённый Джозефу Меррику. В нём показаны родственники Меррика, которые ищут и находят друг друга, и боятся повторения у них страшного феномена Джозефа. Также там идёт речь о похожих случаях в жизни, хотя они, как выясняется, имеют лишь частичную схожесть, и болезнь до конца не изучена. Высказываются различные предположения, рассказывается об исследованиях болезни. Показан скелет Меррика в английском музее.
В 2008 году вышел роман испанского писателя Феликс Х. Пальма — «Карта времени». В нём описывается момент встречи и посещения главным героем Человека-слона уже в Королевском Лондонском госпитале, в ходе которой Меррик рассказывает посетителю о своей жизни и вызывает у него немалое сочувствие, а в конце встречи дарит сувенир — корзину, сплетённую им самим и являющуюся впоследствии источником вдохновения для главного героя.
В 2013 году во втором сезоне британского телевизионного сериала «Улица потрошителя» Джозеф Меррик и Фредерик Тривз становятся персонажами нескольких серий. Будучи обладателем комнаты в Королевском Лондонском госпитале, Человек-слон становится невольным свидетелем происшествия и подвергается из-за этого преследованиям и шантажу. А затем помогает в расследовании убийства хвостатой женщины, знакомой ему по «шоу уродов».
В сериале также приводится альтернативная версия его смерти.

## Джозеф Меррик в поп-культуре

Момент после снятия мешка с «головы»

- Образ Джозефа Меррика используется в рекламе чипсов Nik Naks. Ролик повторяет сцену из фильма «Человек-слон», где Джозеф привлекает внимание прохожих странной формой головы, спрятанной под мешком, неуклюжей походкой и тяжёлым дыханием. Люди начинают преследовать необычного человека, пока не прижимают к стене. Один из преследователей срывает мешок и толпа в ужасе отступает — вместо головы у него бесформенный картофельный снэк. Слышатся призывы: «Съешьте его!» и толпа набрасывается на человека. Заканчивается рекламный ролик демонстрацией упаковок продуктов Nik Naks и лозунгом «Eat the freak» (рус. «Съешь урода»).[16]
- В середине 1980-х многие СМИ приписывали певцу Майклу Джексону желание купить кости человека-слона. Джексон это отрицал. В 1993 году в своём интервью на ранчо Неверленд Майкл Джексон сказал Опре Уинфри, что это «ещё одна глупая выдумка журналистов. Я люблю историю человека-слона, во многом он мне напоминает меня, мне это было близко, и его история заставила меня плакать, потому что я увидел в ней себя, но я никогда не просил… куда бы я дел его кости? И зачем мне чьи-то кости?». В 1989 году в видео на песню Leave Me Alone (из фильма Moonwalker) Джексон танцует рядом с пластилиновым скелетом Меррика.
- Появляется в графическом романе Алана Мура «Из Ада».

«Скелет» человека-слона в клипе «Leave Me Alone»

- Неоднократно образ человека-слона упоминается в современном кинематографе в качестве феномена сверхъестественного, сверхнаучного. Так, в телесериале «Грань» (2 сезон, 12 серия) появляется клан людей, подобных человеку-слону (внешний признак — искажённые очертания головы). Сценарист связывает данные мутации человека с засекреченными военными испытаниями Пентагона.